# South Lanarkshire

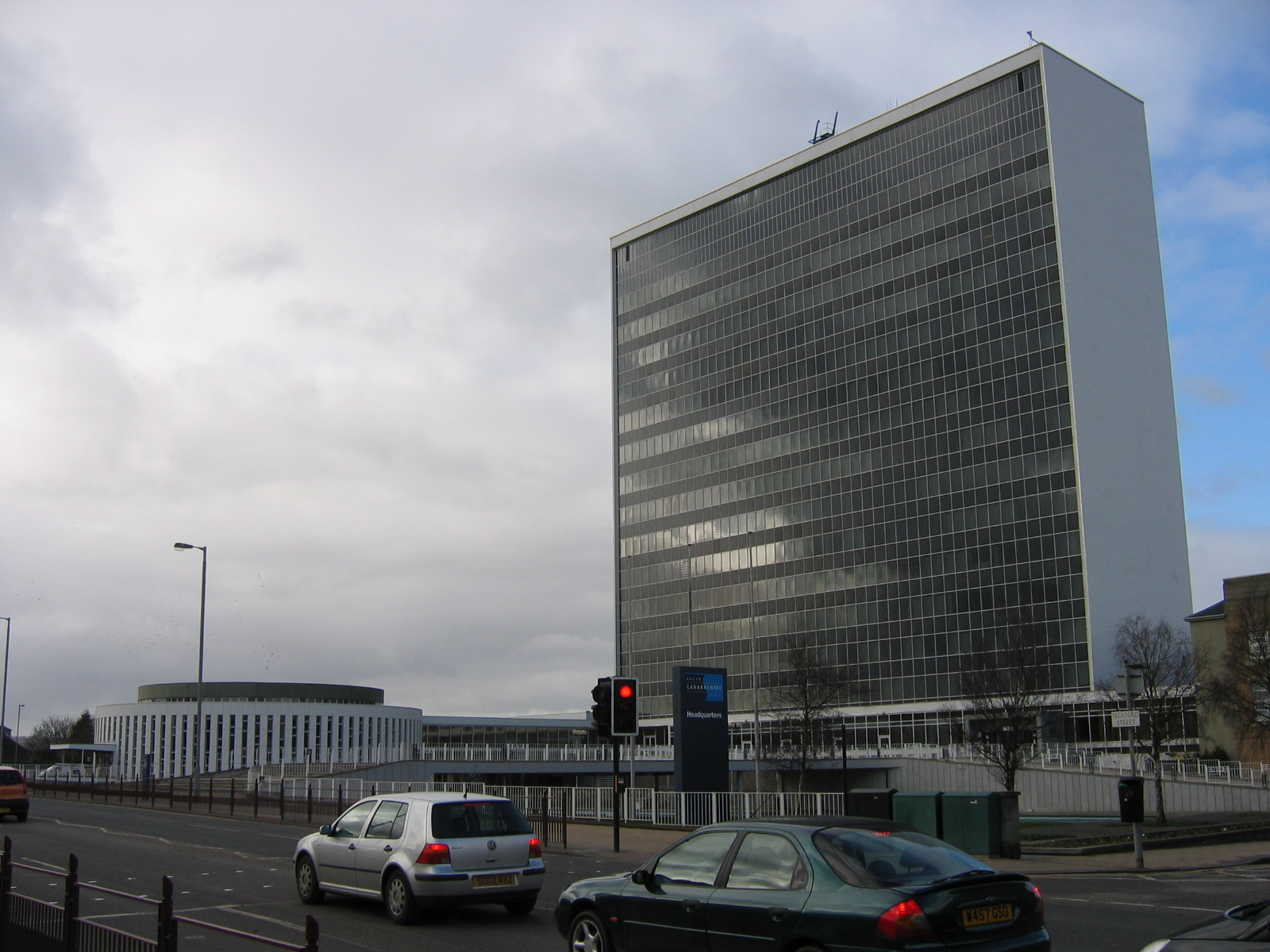
A sede administrativa de South Lanarkshire Council

A Área de Conselho (ou Council Area) de South Lanarkshire (em gaélico escocês, Siorrachd Lannraig a Deas), é uma das 32 novas subdivisões administrativas da Escócia, criada em 1996. Faz fronteira com Scottish Borders a leste, Dumfries and Galloway a sul, East Ayrshire a oeste, East Renfrewshire e Glasgow a noroeste e North Lanarkshire e West Lothian a norte.
A atual área de South Lanarkshire, formada em 1996 com a abolição dos antigos distritos escoceses, corresponde as áreas dos antigos distritos de Clydesdale, Hamilton, East Kilbride e Glasgow. 

## Cidades principais (mais de 10000 habitantes)
- Blantyre
- Cambuslang
- Carluke
- East Kilbride
- Hamilton
- Larkhall
- Rutherglen